# Šiljki
Šiljki – wieś w Chorwacji, w żupanii karlowackiej, w mieście Ozalj. W 2011 roku liczyła 5 mieszkańców.